# António Moniz Barreto
Dom António Moniz Barreto (* zwischen 1520 und 1530 in Portugal, wahrscheinlich in Silves; † 1600 in Portugal) war 14. Generalgouverneur von Indien von 1573 bis 1576 und mehrfach Stadtpräfekt. 
Sein Leben und sein Dienst gehören zu den bestdokumentierten in der Geschichte des Estado da India während der Renaissance-Zeit.
Durch seine absolute und grausame Härte stabilisierte sich der Estado da India für viele Jahre.

## Leben und Wirken
Geboren wurde António Moniz Barreto als Sohn des Stadtpräfekten (Alcaide bzw. Bürgermeisters) der Stadt Silves, Henrique Moniz Barretto. Er war das dritte von acht Kindern. Bereits im Kindesalter kam er mit seinem Vater und der Familie nach Indien, wurde aber aus bis heute nicht geklärten Umständen zum Waisen.
Als junger Mann schlug er eine militärische Karriere ein und nahm an verschiedenen Schlachten teil, erste Erwähnungen sind für Beginn der 1550er Jahre bekannt. Während der Herrschaft des Vizekönigs Dom João de Castro  nahm er an der Schlacht um Diu teil. Er kehrte nach Portugal zurück, um bereits erneut 1552 nach Indien zu kommen. Dort wurde er zum Stadtpräfekten von Bassein ernannt. Als Soldat war er im Dienst verschiedener Generalgouverneure und Vizekönige tätig, so unter Dom Afonso de Noronha, Dom Francisco Barreto, Dom Constantino de Bragança und war 1559 an der Eroberung von Daman beteiligt. 
Dann kehrte er erneut nach Portugal zurück, um die Tochter des zweiten Generalgouverneurs von Brasilien, Dom Duarte da Costa, zu heiraten. Er wurde Vater von sieben Kindern, zwei seiner Söhne wurden später selbst Stadtpräfekten. 
Am 12. März 1571 wurde er zum Stadtpräfekten von Malacca durch König Sebastian I. von Portugal und Algarve ernannt. Dann diente er unter Vizekönig Antonio de Noronha.
Hochbetagt starb er im Jahr 1600 in Portugal. Er war Mitglied des königlichen Staatsrates und des Christusritterordens.

## Herrschaft als Generalgouverneur
Durch António Moniz Barretos Briefe wurde sein Vorgänger, Dom Antonio de Noronha wegen Unfähigkeit abgesetzt und Dom Antonio Moniz Barretto am 13. Dezember 1573 zum neuen Generalgouverneur ernannt. 
Um Malacca zu retten, musste der Vizekönig seinen achtjährigen Sohn als Pfand der Stadtversammlung hinterlassen, um 20.000 Pardaus zu erhalten, die es ihm ermöglichten, ein großes Söldnerheer und weitere Maßnahmen gegen die Feinde Malaccas einzusetzen. Er ließ Jorge de Castro hinrichten, einen Kapitän, der die Stadt Chale an den Zamorin von Kalikut übergeben hatte, was als Hochverrat gewertet wurde. Während seiner Amtszeit empfing er eine Delegation des Großmoguls in Goa. In seine Amtszeit fiel auch ein Verlust der Festung auf der Insel Ternate. 
Seine Amtszeit war geprägt durch Dauerkriege und endlose Konflikte mit den Herrschern an der Malabarküste und den Küsten Javas und Borneos.
Durch eine Intrige – dasselbe System, wie er es bei seinem Vorgänger gemacht hatte – wurde er abgesetzt und sein Amt an Dom Duarte de Meneses übergeben.
Als Resümee seiner Herrschaft wurde ihm zugestanden, dass er den Estado de India durch seine Härte für viele Jahre vor Feinden gesichert hatte und stabilisierte.